# Лакида Петро Іванович
Петро Іванович Лакида (21 червня 1955, село Вітоніж Рожищенський район Волинська область) — український науковець, академік, керівник Центрального відділення Лісівничої академії наук України, завідувач кафедри лісового менеджменту, директор навчально-наукового Інституту лісового і садово-паркового господарства Національного університету біоресурсів і природокористування України, доктор сільськогосподарських наук, професор.
Член НАЗЯВО з 27 липня 2016 року

## Біографія
Лакида Петро Іванович народився 21 червня 1955 року в селі Вітоніж Рожищенського району Волинської області. У 1980 році закінчив Українську сільськогосподарську академію (тепер — НУБіП України, м. Київ) за спеціальністю «Лісове господарство», здобувши кваліфікацію «Інженер лісового господарства».
Доктор сільськогосподарських наук з 1997 року за спеціальністю 06.03.02 — лісовпорядкування та лісова таксація. Вчене звання професора присвоєно у 2001 році по кафедрі менеджменту лісового господарства Національного аграрного університету (тепер — НУБіП України, м. Київ).
Трудову діяльність Лакида П. І. розпочав у 1975 році помічником лісничого в Олександрівському лісництві Добрянського державного лісового господарства Чернігівської області. В Українській сільськогосподарській академії працював протягом 1980–1988 роках, спочатку молодшим науковим співробітником, а потім старшим науковим співробітником кафедри лісової таксації. З 1988 року продовжив наукову діяльність у Національному аграрному університеті на посаді асистента, доцента, професора кафедри лісової таксації. З 1998 року — завідувач відділу регіональних вищих навчальних закладів освіти І-ІІ рівнів акредитації Національного аграрного університету, проректор. З 2002 року й донині Лакида П. І. є директором навчально-наукового інституту лісового і садово-паркового господарства НУБіП України.
Професор Лакида П. І. вільно володіє російською, англійською, німецькою та польською мовами.

## Наукова та педагогічна діяльність
Основні напрямки наукової діяльності професора Лакиди П. І. стосуються дослідження теорії, методології, методики і практики оцінки біологічної продуктивності лісів, компонентів фітомаси та депонованого в ній вуглецю. Вчений сформував свою наукову школу.
За роки наукової та педагогічної діяльності професор Лакида П. І. видав багато наукових, науково-популярних та навчально-методичних праць різними мовами. Серед них:
- Lakida P. Forest Phytomass Estimation for Ukraine / WP — 96 — 96. — Laxenburg, IIASA, 1996. — 75 p.
- Лакида П. І. Фітомаса лісів України: Монографія. — Тернопіль: «Збруч», 2002. — 256 с.
- Лакида П. І., Лащенко А. Г., Лащенко М. М. Біологічна продуктивність дубових деревостанів Поділля. — К.: ННЦ ІАЕ, 2006. — 196 с.
- Лакида П. І., Матушевич Л. М. Фітомаса березових лісостанів Українського Полісся: Монографія. — К.: ННЦ ІАЕ, 2006. — 228 с.
- Лакида П. І., Врублевська О. В., Антоненко І. Я., Бала О. П. Економіка природокористування: Курс лекцій. — К.: Логос, 2006. — 119 с.
- Лакида П. І., Володимиренко В. М. Штучні ялинові деревостани Українських Карпат — прогноз росту та продуктивності: Монографія. — К.: ННЦ ІАЕ, 2008. — 158 с.
- Лакида П. І. Біопродуктивність лісів Львівщини та її динаміка: Монографія / П. І. Лакида, Г. С. Домашовець. — Корсунь-Шевченківський: ФОП Майдаченко І. С., 2009. — 235 с.
- Лакида П. І. Надземна фітомаса та вуглецево-енергетичний потенціал ялицевих деревостанів Українських Карпат: Монографія / Лакида П. І., Василишин Р. Д., Василишин О. М. — Корсунь-Шевченківський: ФОП Гавришенко В. М., 2010. — 240 с.
- Нормативи оцінки компонентів надземної фітомаси дерев головних лісотвірних порід України / Лакида П. І. та інші. — К.: Видавничий дім «ЕКО-інформ», 2011. — 192 с.
- Лакида П. І. Ліси Черкащини: біопродуктивність і динаміка: Монографія / П. І. Лакида, О. В. Морозюк. — Корсунь-Шевченківський: ФОП Гавришенко В. М., 2011. — 222 с.

Загалом науковий доробок професора Лакиди П. І. становлять понад 300 публікацій у різних вітчизняних та закордонних виданнях.
Підготовку фахівців здійснює за напрямом «Лісове і садово-паркове господарство». Викладає дисципліну «Лісова політика» для магістрів. Науково-педагогічний стаж становить 30 років.
Керівництво аспірантурою і докторантурою професор Лакида П. І. здійснює з 1998 року. Під його керівництвом захищено п'ятнадцять кандидатських та дві докторських дисертації.
Професор Лакида П. І. є дійсним членом Міжнародної академії інформатизації (з 2001 року). Є головою спеціалізованої вченої ради по захисту кандидатських та докторських дисертацій.

## Нагороди
За багаторічну наукову діяльність професор Лакида П. І. нагороджений відзнакою «Відмінник освіти України» (2002 рік), відзнакою Держкомлісгоспу України «Відмінник лісового господарства України» (2005 рік), відзнакою «Знак пошани» Міністерства аграрної політики України (2005 рік). У 2008 роціудостоєний звання «Заслужений діяч науки і техніки України».